# Gazele naturale în România
România are rezerve de gaze naturale dovedite de 726 miliarde metri cubi. Cea mai mare parte a resurselor de gaze naturale ale României sunt situate în Transilvania, Moldova, Muntenia și Marea Neagră, cu aproximativ 75% din ele aflându-se în Transilvania, în special în județele Mureș și Sibiu. Cel mai mare câmp de gaze naturale din România se află la Deleni, descoperit în 1912 și se află între comuna Băgaciu și Județul Mureș cu rezerve dovedite de 85 miliarde metri cubi. Alte câmpuri de gaze naturale sunt cele de la Filitelnic (40 miliarde metri cubi), câmpul de la Roman-Secuieni (24 miliarde metri cubi), Voitinel (11,8 miliarde metri cubi), Ghercești (11 miliarde metri cubi) și Sărmășel (10 miliarde metri cubi), toate cu rezerve mai mari de 10 miliarde metri cubi. În prezent, România are a doua rezervă de gaze din Uniunea Europeană, imediat după Olanda.
Consumul total de gaze naturale al României în anul 2006 a fost de 17 miliarde metri cubi din care 70% de proveniență internă și 30% (5,1 - miliarde m³) din import. Proveniența acestei cantități de gaze naturale este după cum urmează:
- Romgaz: 35,89% (6,1 miliarde m³)
- Petrom și alții: 34,11% (5,8 - miliarde m³)

În 2014 însă importul de gaze a scăzut la doar 1 mlrd m³, adică 7,5% din consumul total al României. La fel s-a înregistrat și o scădere consumului la 12 mlrd. m³ . Principalul motiv al scăderii consumului și al importurilor a fost ajustarea sectorului industrial, cu precădere chimia și petrochimia. Iar structura gazelor din producția internă intrate în consum în luna septembrie 2014 a fost:
- Romgaz intern 54,69%
- OMV Petrom intern  41,04%
- Amromco Energy 3,06%
- Alții

Gazele naturale asigură aproximativ 40% din consumul de energie al României.
Piața gazelor a depașit, în anul 2006, 4 miliarde de Euro.
Rezervele de gaz ale României erau estimate la 630 miliarde de metri cubi 
Aproximativ 62,5% din totalul producției naționale este extrasă pe teritoriul județului Mureș
România are resurse importante de gaze neconvenționale. Acestea sunt gazele care au rămas în rocile dure sau pe traseul de migrare. Companiile petroliere, Chevron, Mol și Avere Energy, au licențe pentru explorarea gazelor neconvenționale în România, prima în Dobrogea, celelalte două în vestul țării. Din considerente economice s-au exploatat, în general, doar zăcămintele de gaze convenționale", a declarat Alexandru Pătruți, președintele Agenției Naționale pentru Resurse Minerale (ANRM).

## Istoric
Multe popoare ale antichității intraseră în contact cu gazul natural, referindu-se la emanațiile de gaze naturale prin sintagme precum „focuri sfinte” sau „focuri veșnice”. În România, „focuri nestinse” au fost identificate la Lunci, Lopătari, Andreiașu de Jos, Vlădaia, Hârja, Policiori, Ocnele Mari.
- 1909 - a fost descoperit un depozit de gaz metan în zona Sărmășel, județul Mureș[10]
- 1914 - finalizarea primei conducte de 55 km și diametrul de 153 mm de la Sărmășel la Turda
- 1917 - orașul Turda devenea primul oraș din Europa iluminat cu gaz natural
- 1927 - montarea primei stații de comprimare a gazelor naturale din Europa, la Sărmășel.
- 1958 - se construiește primul depozit de înmagazinare a gazelor naturale din România, la Ilimbav, județul Sibiu
- 1959 - România devenea prima țară exportatoare de gaze naturale din Europa, exportând în Ungaria
- 1979 - a început importul de gaze naturale din Federația Rusă, pe atunci parte a URSS
- 2010 -Rețeaua națională de transport a gazelor naturale este interconectată cu cea din Ungaria prin conducta Arad-Szeged
- 2014 -Reteaua națională de transport a gazelor naturale este interconectata cu cea din Republica Moldova prin gazoductul Iasi-Ungheni
- 2022 -Primele cantități de gaze naturale românesti produse în Marea Neagră de catre compania Black Sea Oil&Gas întra în sistemul de transport

## Date generale
În anul 2000 Statul Român a dispus reorganizarea companiei de stat Romgaz, rezultând mai multe companii:
- Exprogaz cu domeniul de activitate principal de extracție de gaze naturale
- Depogaz pentru depozitare de gaze naturale
- Transgaz care are ca obiect de activitate transportul gazelor naturale pe teritoriul național
- Distrigaz Nord și Distrigaz Sud cu obiect de activitate distribuirea de gaze naturale utilizatorilor casnici și industriali

Ulterior, în anul 2001, companiile Exprogaz și Depogaz au fost fuzionate într-una singură cu numele inițial Romgaz.
În iunie 2005 Statul Român a vândut unor investitori strategici pachetul majoritar de 51% din acțiuni ale companiilor Distrigaz Nord și Distrigaz Sud, pentru aproximativ 300 milioane Euro fiecare.
La momentul actual (noiembrie 2007) urmează ca Statul Român să lanseze 10% din acțiunile Transgaz pentru listare la Bursa de Valori București.
Piața de distribuție de gaze naturale este împărțită de 34 de operatori care deservesc în total aproximativ 2,5 milioane clienți în 1.700 localități. În fruntea clasamentului se află Distrigaz Nord cu 47,53% și Distrigaz Sud cu 46,68%, urmați la mare distanță de Congaz cu 0,97%, Petrom Distribuție cu 0,84%, Gaz Est Vaslui cu 0,79% și Vital Gaz cu 0,39%.
În ce privește importurile de gaze naturale, în funcție de cantitatea de gaz importată, clasamentul este următorul: Distrigaz Sud - 30,59%, Distrigaz Nord - 26,76%, Romgaz - 13,87%, Wiee Romania - 11,19%, Electrocentrale București - 11,09%, Transgaz - 2,77%, Termoelectrica- 2,07%. Toate importurile de gaze naturale din România se fac de pe piața din Rusia, de la compania Gazprom.
Capacitatea de înmagazinare a gazelor în 2006 este de aproximativ 3 miliarde metri cubi, în cele 8 depozite existente. În anul 2000 capacitatea era de 1,34 miliarde metri cubi.

## Producția internă de gaze naturale
Conform raportului ANRGN pentru anul 2006, producția internă de gaze naturale este dominată de Romgaz cu 51,99% și Petrom cu 46,17%, urmate de Amromco cu 1,5% și Wintershall Mediaș cu 0,12%.
În anul 2009, Romgaz și Petrom au acoperit 97,5% din totalul producției interne de gaze, restul de 2,5% fiind acoperit de micii producători de gaze: Amromco, Wintershall Mediaș, Lotus Petrol și Aurelian Oil&Gas.
Producția internă de gaze a României a fost, în 2009, de aproximativ 120.443.780 MWh (circa 11 miliarde mc gaze), adică 85% din consumul la nivel național.
Producția internă și consumul total de gaze naturale în miliarde de metri cubi:
| Anul | Producția | Consumul |
| ---- | --------- | -------- |
| 2009 | 11        | 13,1     |

În 2011, Petrom a extras 5,23 miliarde metri cubi de gaze naturale, cu 3% mai mult decât în 2010. Celălalt mare producător de gaze din România, compania de stat Romgaz, produce cantități similare. România produce anual circa 11 miliarde metri cubi de gaze naturale. Consumul intern este acoperit atât din producția Romgaz și Petrom, cât și prin importuri exclusiv din Rusia, de la grupul Gazprom. Spre sfârșitul anilor '70 și în anii '80, România producea peste 30 miliarde metri cubi de gaze naturale pe an, cu vârfuri ajungând la 35 de miliarde, însă producția a scăzut anual după 1990.
În cazul gazelor naturale redevențele sunt între 3,5 și 13% , cotă procentuală din valoarea producției brute extrase.
Rezervele sigure de gaze naturale sunt de 109 miliarde metri cubi, iar rezervele potențiale sunt de 660 miliarde metri cubi. Rezervele sigure de gaze naturale ale României sunt estimate să acopere consumul pentru următorii 15 ani, dar ar putea crește după ce companiile care dețin concesiuni de explorare vor începe lucrările în Marea Neagră, potrivit oficialilor Agenției Naționale pntru Resurse Minerale (ANRM).

### Descoperirea unui zăcământ de gaz în Marea Neagră
Companiile OMV Petrom și Exxon Mobil au anunțat pe 23 februarie 2012 descoperirea unui important zăcământ de gaze naturale în Marea Neagră  care ar putea acoperi importurile României pe 20 de ani. Zăcământul descoperit de cele două companii în Marea Neagră a fost estimat inițial la 42-84 miliarde de metri cubi, echivalent cu consumul total al României pe 3-6 ani. Piața românească a gazelor este în 2012 de 14,2 miliarde metri cubi pe an.
Zăcământul a fost descoperit în urma forării puțului Domino-1 de către ExxonMobil, prima operațiune la mare adâncime în largul țărmului românesc, la peste 3.000 de metri sub nivelul mării. Domino-1 este amplasat în Blocul Neptun, la 170 de kilometri de țărm, în ape cu o adâncime de aproximativ 930 de metri.
Prima extragere ar putea avea loc cel mai devreme spre sfârșitul deceniului", se spune într-un comunicat al OMV Petrom.
Radu Dudău, specialist în energie la Romania Energy Center (ROEC) a declarat că:„Va trebuie să așteptăm și alte rezultate să vedem dacă rezerva poate fi exploatată comercial. Trebuie să ținem seama că zăcământul este la o adâncime de 1.000 de metri și la o distanță de țărm, deloc neglijabilă, 170 de kilometri." dar și faptul că explorarea a fost făcută de companii importante (OMV Petrom și Exxon Mobil) care utilizează tehnologii de ultimă oră, ceea ce este promițător. ,,Costurile sunt însă mari, discutăm de investiții care pot ajunge la miliarde de dolari", a avertizat Radu Dudău.

## Consumul de gaze naturale
Începând cu 1 iulie 2008, Autoritatea Națională de Reglementare în domeniul Energiei (ANRE) a introdus un nou mod de calcul al consumului de gaze, exprimat în unități energetice, respectiv în kWh, înlocuind calcularea consumului în metri cubi.
Astfel că, pe lângă volumul de gaze consumat, pe factură se ia în calcul și calitatea, iar consumul final se stabilește înmulțind volumul de gaze utilizat cu puterea calorifică.
Aceasta variază pe teritoriul țării în funcție de zăcământul de unde provine gazul, de depozitul unde a fost înmagazinat sau dacă a fost adus din import.
În România, puterea calorifică are o medie de 10,6 kWh pe metru cub și variază cu circa 10%.
Un client casnic consumă, într-un an, circa 1.200-1.500 de metri cubi, din care aproximativ 300 de metri cubi pe lună în perioada rece.
În anul 2011, consumul de gaze naturale al României a fost de 2,5 milioane tone echivalent petrol (tep), față de 1,8 milioane tep în 2010.
Din această cantitate, producția internă a fost de 8,5 milioane tep în 2011, la fel ca în 2010.
În anul 2009, consumul de gaze naturale al României a fost de 140 TWh (adică 13,2 miliarde metri cubi).
Consumul populației a reprezentat aproximativ 20% din cantitatea de gaze consumată în 2009, consumul industriei aproape 72%, restul de circa 8% fiind consum tehnologic și energetic.
Producția internă de gaze a României a fost, în 2009, de aproximativ 120,4 TWh.
În anul 2008, consumul de gaze naturale al României a fost de 165 TWh (aproximativ 15,5 miliarde metri cubi).
În anul 2006 consumul total de gaze naturale a fost de 17,2 miliarde m³, din care 2,65 miliarde m³ (15,4%) a reprezentat consumul casnic.
În luna martie 2007 numărul total de consumatori de gaze naturale era de 2,58 milioane, din care 2,46 milioane consumatori casnici.
În aprilie 2009, în România existau trei milioane de consumatori de gaze naturale.
În anul 2011, piața locală a consumat 14,2 miliarde de metri cubi de gaze, din care 10,6 miliarde de metri cubi au însemnat producția internă, restul reprezentând importurile rusești.
Evoluția consumului, producției și importurilor de gaze naturale în perioada 1987 - 2006, în miliarde de metri cubi:
| An        | 2006 | 2005 | 2004 | 2003 | 2002 | 2001 | 2000 | 1999 | 1998 | 1997 | 1996 | 1995 | 1994 | 1993 | 1992 |
| --------- | ---- | ---- | ---- | ---- | ---- | ---- | ---- | ---- | ---- | ---- | ---- | ---- | ---- | ---- | ---- |
| Romgaz    | 6,1  | 6,2  | 6,4  | 7,1  | 7,1  | 8,1  | 8,4  | 8,2  | 9,2  | 9,5  | 11,2 | 12,8 | 13,3 | 14,7 | 15   |
| Petrom    | 6    | 6    | 6,1  | 5,4  | 5    | 4,9  | 5,3  | 4,6  | 5,2  | 5,7  | 6,2  | 6,1  | 6,2  | 6,6  | 6,4  |
| Importuri | 5,5  | 5,1  | 5,8  | 5,4  | 3,5  | 2,9  | 3,3  | 3,2  | 4,7  | 5    | 7    | 6    | 4,4  | 4,5  | 4,4  |
| TOTAL     | 17,7 | 17,3 | 18,3 | 17,9 | 15,6 | 15,9 | 17   | 16   | 19,1 | 20,2 | 24,4 | 24,9 | 23,9 | 25,8 | 25,8 |

| An        | 1991 | 1990 | 1989 | 1988 | 1987 |
| --------- | ---- | ---- | ---- | ---- | ---- |
| Romgaz    | 17,2 | 19,1 | 22,2 | 25,1 | 25,3 |
| Petrom    | 7,7  | 9,1  | 7,9  | 9    | 7,2  |
| Importuri | 5,2  | 7,2  | 7,3  | 3,9  | 3,2  |
| TOTAL     | 30,1 | 35,4 | 37,4 | 38   | 35,7 |

Pentru anul 2015 consumul prognozat este de 21,5 miliarde m³, iar pentru anul 2025, 24 miliarde m³.

## Importurile de gaze naturale
Din consumul total al României de 17 miliarde m³ din anul 2006, aproximativ 5 miliarde m³ (30%) au fost din import.
Pe termen mediu și lung, România va fi dependentă de gaze de import. Cantitatea de gaze necesară de a fi importat va fi în anul 2015 de 13,6 miliarde m³, iar în anul 2025 de 18,5 miliarde m³.
Conform unei alte estimări, în anul 2015 consumul de gaze în România va ajunge la aproape 22 miliarde metri cubi/an.
În condițiile reducerii producției interne la circa 6 miliarde metri cubi/an, până în 2015, înseamnă că importurile se vor ridica la aproximativ 16 miliarde metri cubi/an.
Sursele de gaze naturale din import pentru România sunt următoarele:
- pe termen scurt (2004-2007): Federația Rusă, Europa de Vest;
- pe termen mediu și lung (2008-2025): Federația Rusă, Europa de Vest, Iran, Egipt, Zona Mării Caspice.

În vederea diversificării surselor de aprovizionare cu gaze naturale a României, Transgaz are în vedere realizarea următoarelor proiecte:
- Interconectarea sistemului de transport gaze din România cu cel din Ungaria prin construirea unei conducte între Arad și Szeged (Ungaria)
- Interconectarea sistemului de transport gaze din România cu sistemul din Ucraina pe direcția Cernăuți (Ucraina) - Siret (România).
- Realizarea conductei de transport a gazelor naturale din zonele Mării Caspice și a Orientului Mijlociu spre Europa Centrală și de Vest - proiectul Nabucco

## Înmagazinarea gazelor naturale
Capacitatea de înmagazinare a gazelor naturale a României este de 2,8 miliarde de metri cubi, aceasta este asigurată prin intermediul a șapte depozite cu o capacitate activă totală de 33,93 TWh pe ciclu de înmagazinare. Șase dintre acestea aparțin Depogaz, care deține 90% din capacitatea totală de inmagazinare, și Depomureș, care operează depozitul de înmagazinare subterană a gazelor naturale Târgu Mureș.
1. ↑  „copie arhivă”. Arhivat din original la 24 februarie 2015. Accesat în 3 septembrie 2013.
2. ↑  „Gaz de France acquires 51% of the capital of the Romanian gas distributor, Distrigaz Sud”. Arhivat din original la 9 iunie 2008. Accesat în 25 noiembrie 2007.
3. ↑  „Energy Holding isi face intrarea pe piata gazelor naturale”. Arhivat din original la 11 septembrie 2007. Accesat în 29 noiembrie 2007.
4. ↑  „Rezervele de petrol si gaze naturale ale Romaniei sunt limitate”. Arhivat din original la 10 iunie 2008. Accesat în 28 noiembrie 2007.
5. ↑  Rezervele de petrol si gaze naturale ale Romaniei sunt limitate, 11 iulie 2007, Adriana Toma, Ziare.com, accesat la 15 februarie 2011
6. 1 2 3  Dependenți de ruși: România a importat mai multe gaze în 2011, 10 februarie 2012, Dinu Boboc, Evenimentul zilei, accesat la 15 februarie 2011
7. ↑  „Județul Mureș - Infrastructură”. Arhivat din original la 24 martie 2010. Accesat în 29 noiembrie 2007.
8. ↑  România are resurse ascunse de gaze (în engleză), adevarul.ro, 1295242320 Verificați datele pentru: |date= (ajutor)
9. ↑  „Momente în istoria gazelor naturale din România” (PDF). Arhivat din original (PDF) la 9 martie 2016. Accesat în 16 februarie 2013.
10. ↑  „Momente semnificative privind istoria gazelor naturale din România”. Arhivat din original la 12 octombrie 2007. Accesat în 4 decembrie 2007.
11. ↑  Raport ANRGN - 2006[nefuncțională]
12. 1 2 3 4  Micii producatori locali de gaze naturale au in plan investitii de 5 mil. euro, 12 aprilie 2010, wall-street.ro, accesat la 27 august 2010
13. ↑  Raport anual ANRE 2009 Arhivat în 23 martie 2013, la Wayback Machine., pagina 45, anre.ro, accesat la 29 mai 2012
14. 1 2 3 4 5 6 7  Descoperire istorică de gaz în Marea Neagră. Ce are de câștigat România Arhivat în 15 ianuarie 2013, la Wayback Machine., 22 februarie 2012, Romulus Cristea, România liberă, accesat la 23 iunie 2013
15. 1 2 3 4 5  Cine plătește cele mai scumpe gaze din țară, 18 ian 2010, adevarul.ro, accesat la 19 ianuarie 2010
16. 1 2 3  Consumul de gaze naturale al României a scăzut cu 15% în 2009[nefuncțională]
, 14 Ian 2010, money.ro, accesat la 17 ianuarie 2010
17. ↑  „Strategia Energetica a Romaniei 2007 - 2020” (PDF). Arhivat din original (PDF) la 12 iunie 2009. Accesat în 2 decembrie 2007.
18. ↑  Contractul-cadru in furnizarea reglementata de gaze naturale ar putea fi modificat in toamna, 16 aprilie 2010, wall-street.ro, accesat la 27 august 2010
19. ↑  Ce efecte are punerea în funcțiune a centralei pe gaze a Petrom, singura din România scutită de importurile rusești scumpe?, 16 octombrie 2012, Roxana Petrescu, Ziarul financiar, accesat la 21 februarie 2014
20. ↑  „Prognoza privind consumul de gaze naturale din România”. Arhivat din original la 9 iunie 2008. Accesat în 4 decembrie 2007.
21. 1 2  Misterele conductei de gaze Arad-Szeged Arhivat în 21 februarie 2011, la Wayback Machine., 30 iulie 2010, sfin.ro, accesat la 22 august 2010
22. ↑  Mihai  Nicuț /Economica.net. „Ce se va întâmpla cu depozitele de gaze naturale ale României. Planurile lui Bogdan Stănescu, președintele CA Depogaz”. Accesat în 22 iunie 2020. Verificați datele pentru: |access-date= (ajutor)

Companiile Romgaz și Gazprom au în vedere înființarea unei societăți mixte ruso-române ce va construi zece depozite de înmagazinare a gazelor naturale pe teritoriul României.
Fiecare companie va avea o participație de 50% iar societatea mixtă va dezvolta capacități de înmagazinare de 5-6 miliarde mc gaze, dintre care puțin peste două miliarde mc gaze va fi capacitatea depozitului de la Roman-Mărgineni.

## Prețul gazelor naturale
Prețul gazelor naturale este strâns legat de prețul barilului de petrol.
Prețul gazelor extrase din subsolul țării (mia de metri cubi):
| Anul | 2011  | 2010  | 2009  | 2007  | 2006  | 2005  | 2004 |
| ---- | ----- | ----- | ----- | ----- | ----- | ----- | ---- |
| USD  | 165 $ | 165 $ | 160 $ | 170 $ | 110 $ | 110 $ | 60 $ |

Prețul mediu al gazelor pe piața mondială:
- 2005: 180$ / mia de metri cubi

Prețul de import: (mia de metri cubi)
| Anul | 2011  | 2009  | 2008  | 2007  | 2006  | 2005  | 2004  |
| ---- | ----- | ----- | ----- | ----- | ----- | ----- | ----- |
| USD  | 500 $ | 295 $ | 420 $ | 310 $ | 285 $ | 218 $ | 150 $ |

Prețul plătit de consumator:
- 2007: 315$ / mia de metri cubi[14]
- 2006: 300$ / mia de metri cubi
- 2005: 180$ / mia de metri cubi
- 2004: 140$ / mia de metri cubi
- 2002: 100$ / mia de metri cubi[15]
- 2001: 43-86$ / mia de metri cubi

Conform tarifelor din anul 2007, costul de transport este de aproximativ 7 Euro pe mia de metri cubi, iar costul de înmagazinare variază între 35 și 40 de euro.

## Comparativ cu alte țări
Ucraina a importat circa 55 miliarde metri cubi anual în ultimii ani, de la Rusia, iar în anul 2008, a plătit 179,5 USD pentru mia de metri cubi.

## Interconectarea cu alte țări
Importul gazelor naturale se realizează în prezent prin stațiile de măsurare gaze Isaccea (Județul Tulcea) și Medieșu Aurit (Județul Satu Mare) iar prin stația de la Negru Vodă (Județul Constanța) sunt exportate gazele în țările balcanice (acele cantități de gaze importate de exemplu de Bulgaria și Turcia din Rusia și care doar tranzitează România).
Prin punctul de la Isaccea, capacitatea de import este de 8 miliarde metri cubi/an (magistrala până la Negru Vodă având o capacitate de tranzit de 28 miliarde metri cubi/ an), iar pe la Medieșul Aurit capacitatea de import este de 4 miliarde metri cubi pe an.
În prezent (decembrie 2009), România nu dispune de conducte de interconectare cu țările vecine, și astfel nu poate primi și nu poate oferi ajutor constând în gaze naturale.
În ceea ce privește conductele de gaze, de interconectare, cu țările vecine, în prezent România derulează un singur astfel de proiect, cu Ungaria.
Conducta de gaze Arad-Szeged (care urmează a fi inaugurată în septembrie 2010) are o capacitate de 4,4 miliarde metri cubi pe an.
De asemenea, România și Bulgaria au căzut recent de acord în privința interconectării rețelelor de gaze naturale, având în vedere construirea Conductei de gaze Giurgiu-Ruse.

### Interconectarea cu Republica Moldova
În mai 2010, România și Republica Moldova au convenit asupra construcției unui gazoduct de interconexiune a sistemelor naționale de gazificare pe direcția Ungheni - Iași, care permite livrarea gazelor naturale în ambele sensuri.
Gazoductul are o lungime de 43,2 km, din care aproximativ 11 km în Republica Moldova iar costul total al proiectului a fost de 26,5 milioane de euro.
Pe partea basarabeană, suma necesară pentru construcție a fost de 8,29 milioane de euro, dintre care 5,29 milioane de euro au fost oferite de Guvernul României, iar 3 milioane de Comisia Europeană.
Interconectorul va avea o capacitate anuală de 1,5 miliarde de metri cubi, îndeajuns pentru a acoperi necesarul intern al Republicii Moldova, care se ridică la 1,1 miliarde de metri cubi pe an.
Regiunea separatistă Transnistria mai consumă, însă, și ea încă un miliard de metri cubi anual.
Tot acest necesar de gaze este importat de la firma rusească Gazprom.

## Tranzitul de gaze naturale
România câștigă anual din tranzitul de gaze aproximativ 60 de milioane de euro.